# Міхал Риба
Міхал Риба (пол. Michał Ryba, 23 вересня 1896, Розембарк — 12 лютого 1951, Вроцлав) — архітектор. Закінчив архітектурний факультет Львівської політехніки. У 1925—1939 роках працював у міській раді Львова.

## Життєпис
Народився 23 вересня 1896 в селі Розембарк (Рожновиці) в Малопоському воєводстві в якому жили лемки.
Закінчив архітектурний факультет Львівського технологічного університету, працював у Львівській міській раді. Проживав на вулиці Стрийській, 38.
Після війни мешкав у Вроцлаві. Один із перших організаторів технічного управління Вроцлава, став головним архітектором Вроцлава . Член Польського союзу інженерів і техніків будівництва.
Роботи

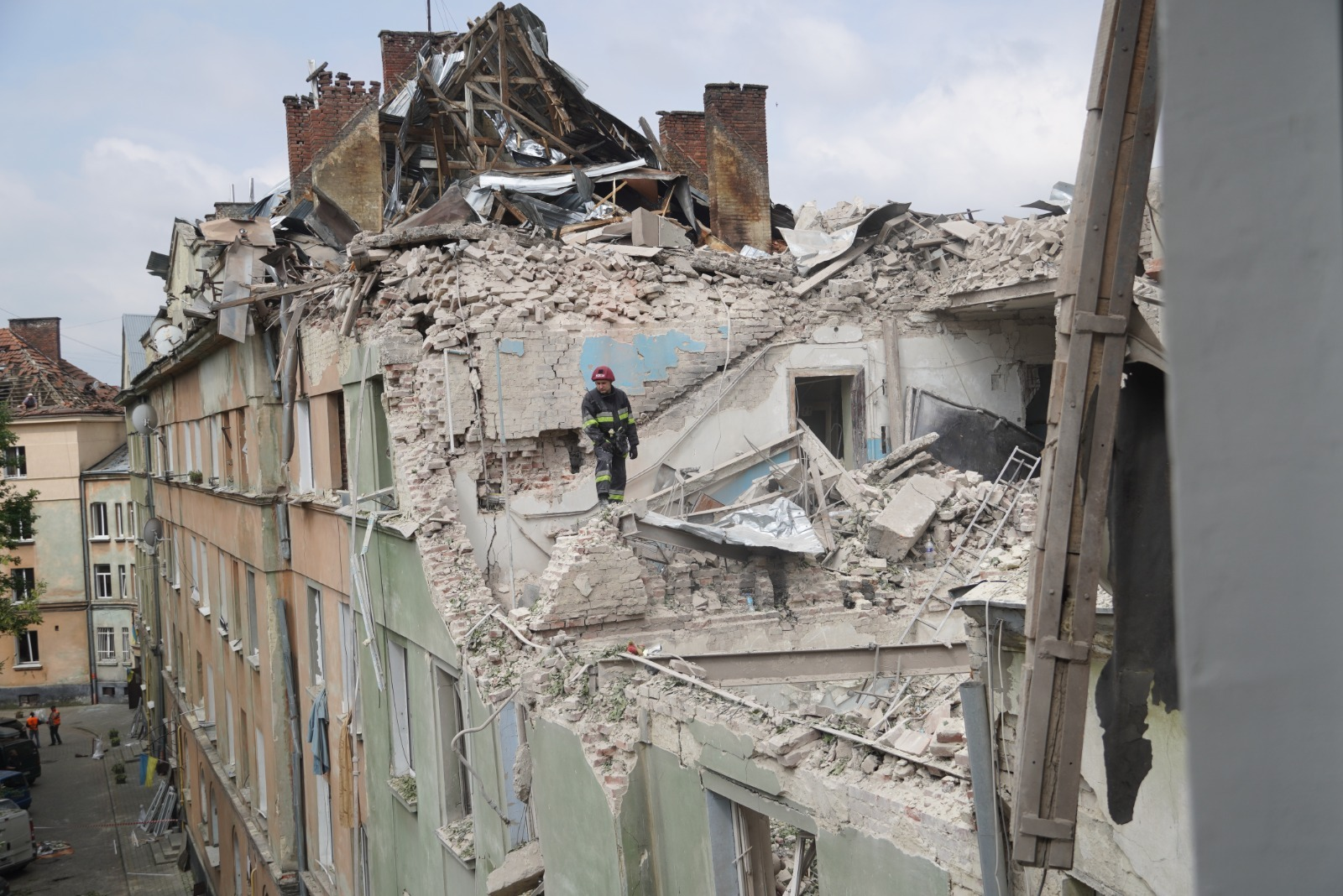
Пошкоджений 6 липня 2023 блок житлових будинків на вулиці Стрийській

- Пошкоджений 6 липня 2023 блок житлових будинків на вулиці СтрийськійБлок житлових будинків на вулиці Стрийській, 50—76 у Львові (1930), який постраждав під час російського обстрілу 6 липня 2023 [4]
- Будинок польського товариства «Сокіл IV» на вулиці Личаківській, 99, на розі з вулицею Ніжинською у Львові (1925—1932, співавтор Міхал Лужецький).[5]
- Санаторій у селі Явора біля міста Турка (1938).[6]

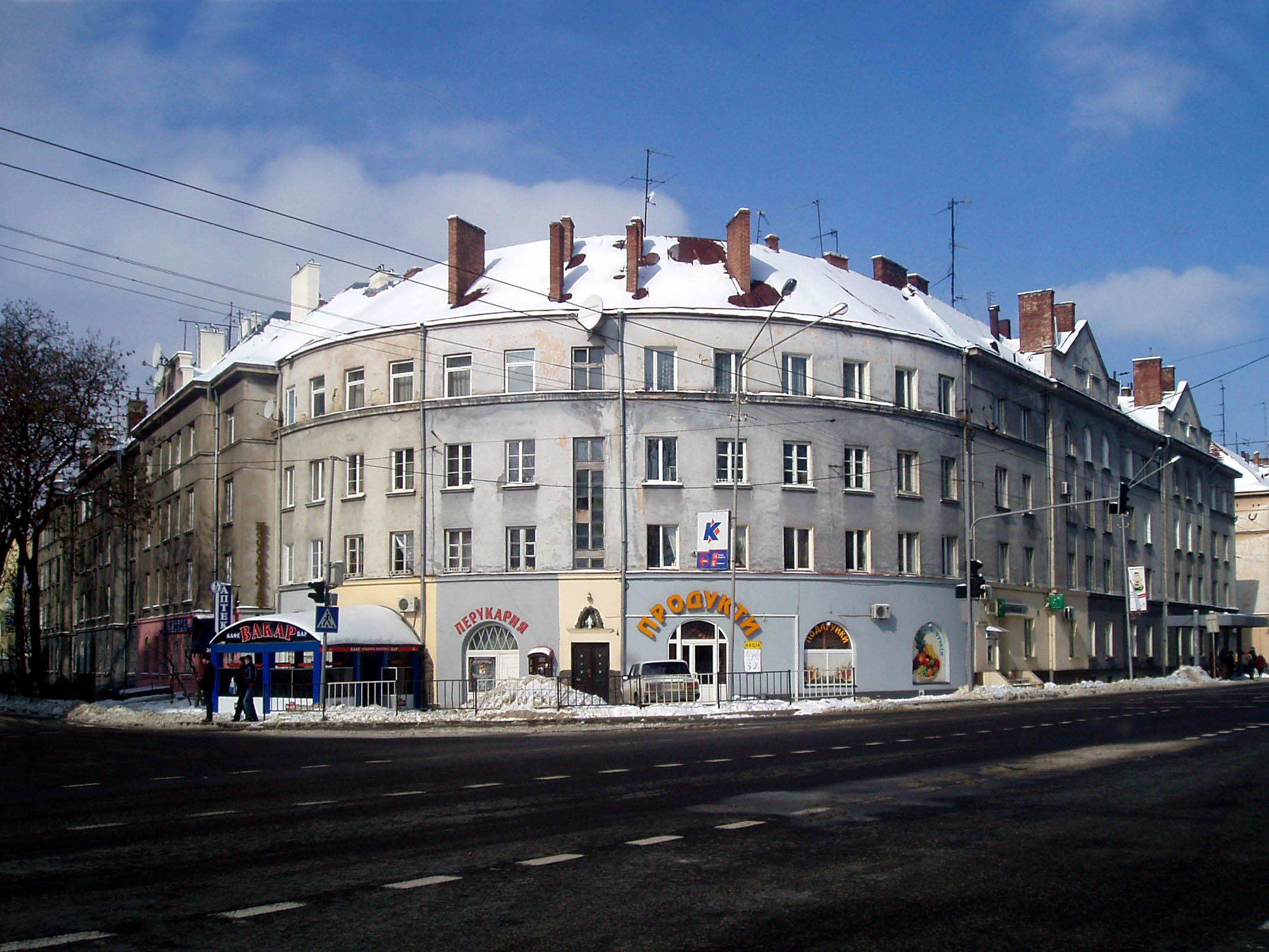
Будинки на вул. Стрийській
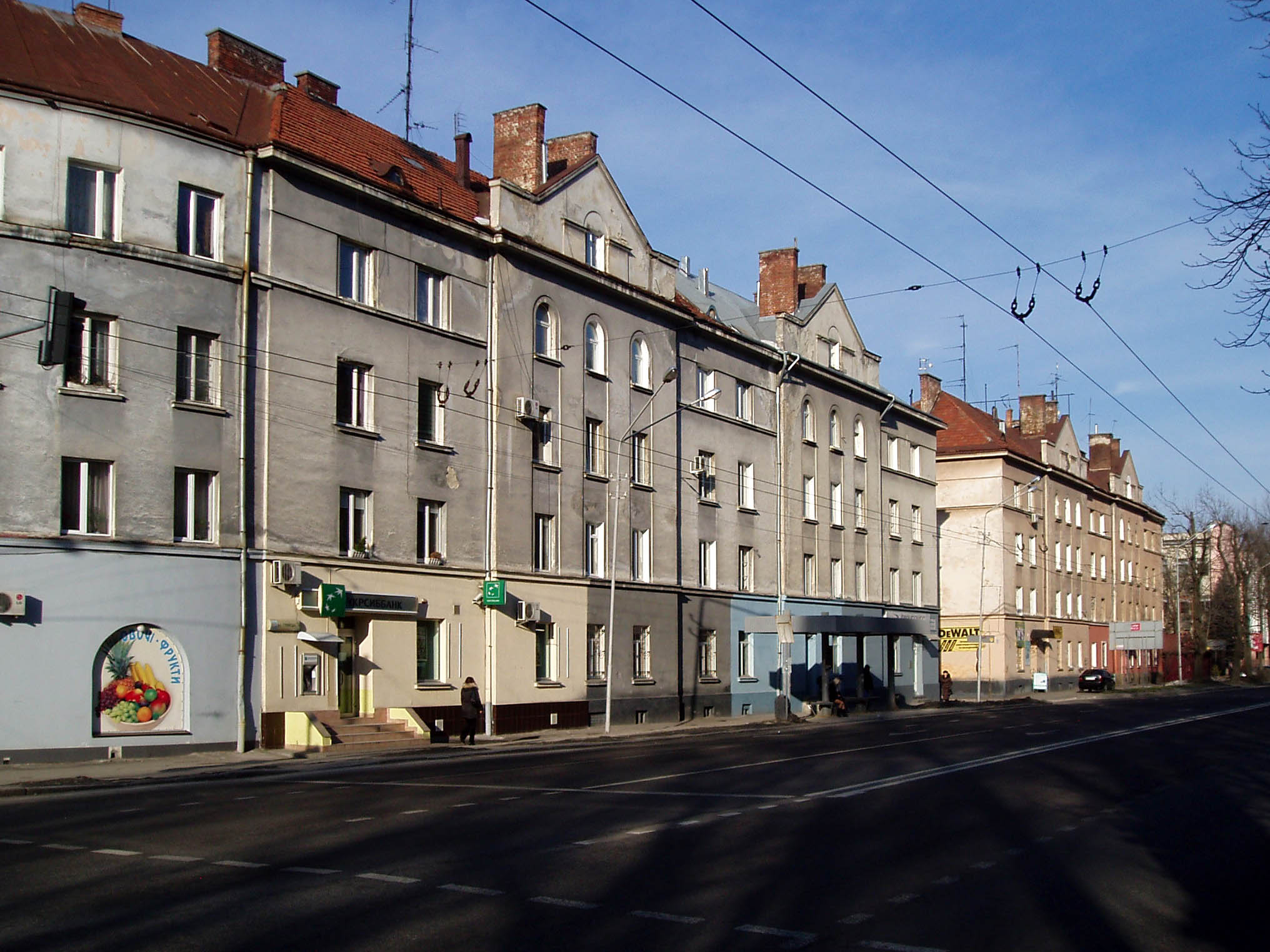
Будинки на вул. Стрийській
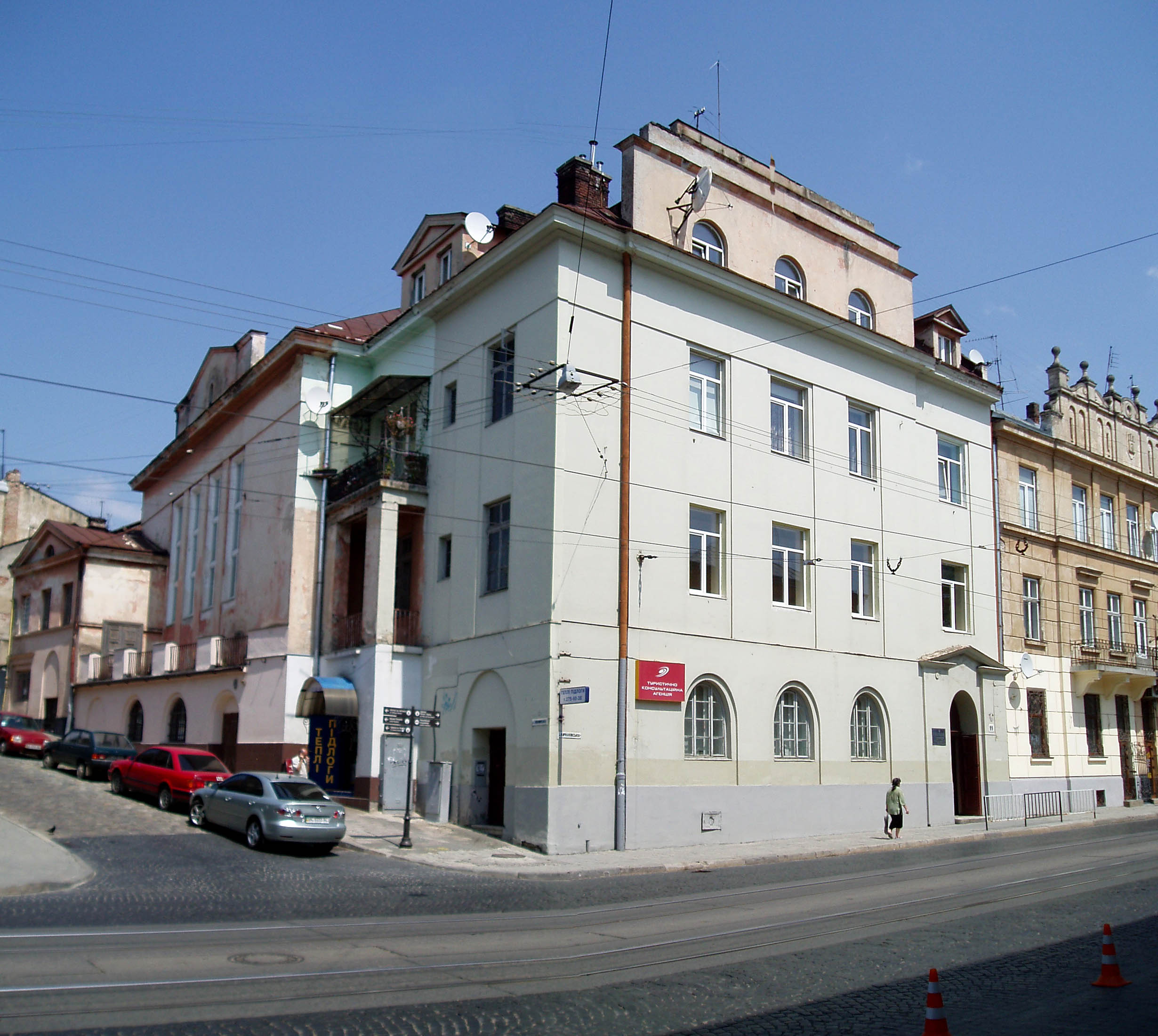
Будинок на вул. Личаківській, 99